# Bona
Bona (português europeu) ou Bonn (português brasileiro) (em alemão: Bonn; em latim: Bonna) é uma cidade alemã situada no estado de Renânia do Norte-Vestfália, cerca de 30 km a sul de Colônia e cerca de 60 km a norte de Coblença. Tem pouco mais de 300 000 habitantes.
Bona é uma cidade independente (Kreisfreie Städte) ou distrito urbano (Stadtkreis), ou seja, possui estatuto de distrito (kreis).
O número de habitantes da cidade de Bona ultrapassou apenas em 1939 os 100 000, tornando-se então uma cidade (Großstadt). Bona foi a capital da República Federal Alemã entre 1949 e 1989. Atualmente, permanecem em Bona algumas embaixadas e algumas estatais alemãs como a Deutsche Welle, a Deutsche Telekom e o Deutsche Post. Desde 1996, é também a sede de algumas organizações da ONU que têm por tema a preservação do ambiente e o desenvolvimento no Terceiro Mundo.
O célebre compositor Ludwig van Beethoven nasceu na cidade em 1770.

## Religiões
No início do século XVI, Bona foi o centro das tentativas de reforma do príncipe eleitor Henrique V da Saxônia. Até 1543, Martinho Lutero teve muitos simpatizantes na cidade, mas a partir daqui, o luteranismo foi combatido activamente, com o patrocínio da família real dos Wittelsbach, em favor do catolicismo. Através da Contrarreforma, onde os Jesuítas assumiram um papel combativo, Bona tornou-se praticamente na totalidade uma cidade católica. Após a dissolução da figura de príncipe-eleitor de Colónia em 1802, a comunidade católica de Bona passou a pertencer ao bispado de Aachen, porém, entre 1821 e 1825 voltou ao arcebispado de Colónia.
Como foi dito, Bona foi "recatolizada", particularmente sob a acção dos Jesuítas. Desde logo, apenas após a secularização de 1803 (com Napoleão), no ano de 1816, foi possível constituir uma paróquia luterana (ou evangélica), pertencendo ao sínodo do círculo de Mülheim, dentro da Igreja evangélica da Prússia e suas províncias na Renânia.
Em 1895, Bona tornou-se o centro de um sínodo próprio, a partir do qual se desenvolveu o atual círculo sinódico de Bona.
No entanto, hoje, a maioria dos habitantes de Bona continua a ser católica, tal como em Colônia, ao contrário de outras cidades das proximidades como Düsseldorf, cuja maioria é de protestantes (luteranos).

## Capital da Alemanha Ocidental (1948–1990)
Com o fim da Segunda Guerra Mundial, Bona tornou-se parte da zona ocupada pelas tropas britânicas e foi então incorporada no estado da Renânia do Norte-Vestfália. Em 1949 a cidade se tornou a capital provisória da Alemanha Ocidental por iniciativa do chanceler Konrad Adenauer, natural de Colônia, que morava desde 1937 a poucos quilômetros de lá, no outro lado do rio Reno, na pequena localidade de Rhöndorf, uma freguesia da vila de Bad Honnef.
Na cidade está sediada a Universidade de Bona, com aproximadamente 30 000 estudantes (2007).

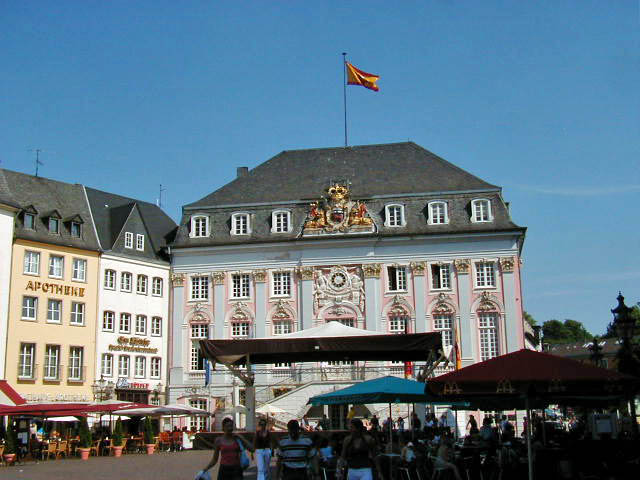
A antiga prefeitura, usada frequentemente para a recepção a personalidades políticas internacionais no tempo em que Bona era a capital da RFA. Em frente, a praça do mercado.

Mapa de Bona

## Turismo

### Casa de Ludwig van Beethoven

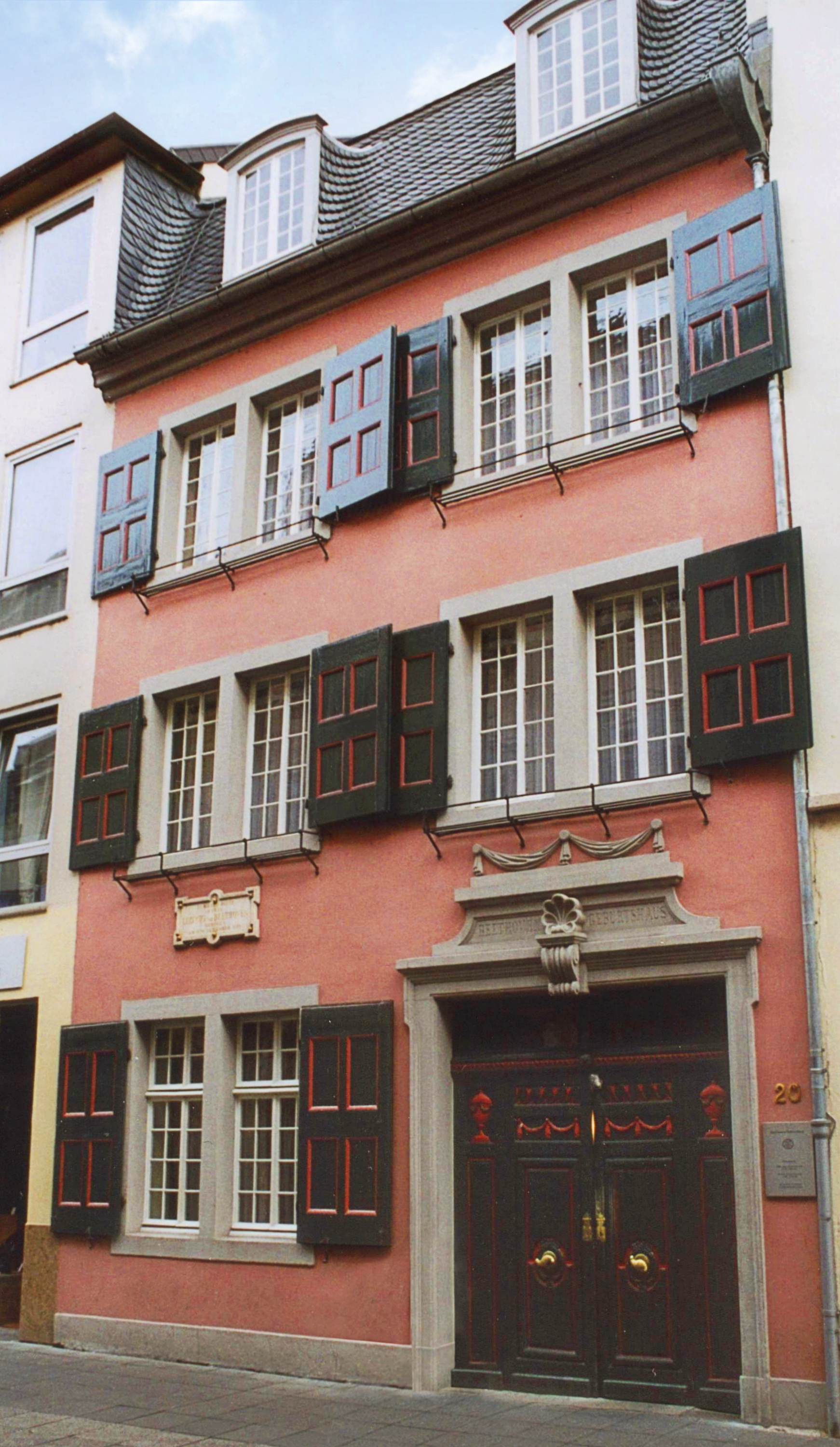
Fachada da casa onde Beethoven nasceu

A casa na qual Ludwig van Beethoven nasceu situa-se na rua Bonngasse, no centro da cidade de Bona. Atualmente, transformou-se em um museu que preserva uma importante coleção de documentos da vida do compositor, como uma versão incompleta de sua nona sinfonia, declarada patrimônio histórico pela UNESCO. Em 1986, foi inaugurada uma sala de música da orquestra de câmara da cidade num edifício contíguo.
O edifício da sala de concertos de Bona chama-se Beethovenhalle em homenagem ao filho mais dileto da cidade.

### Edifícios históricos
Na praça do mercado, encontra-se o edifício da prefeitura da cidade, construído em 1737 em estilo rococó. Logo atrás desse prédio, localiza-se o Palácio do Príncipe-eleitor de Colônia (Kurfürstliches Schloss), atual sede da administração da Universidade de Bona e de algumas faculdades dessa instituição.
Na Avenida Poppelsdorf (Poppelsdorfer Allee) pode ser encontrado o edifício do Palácio Poppelsdorf (Poppelsdorfer Schloss), segunda residência do príncipe-eleitor. Atrás desse edifício encontra-se o Jardim Botânico da Universidade de Bona.

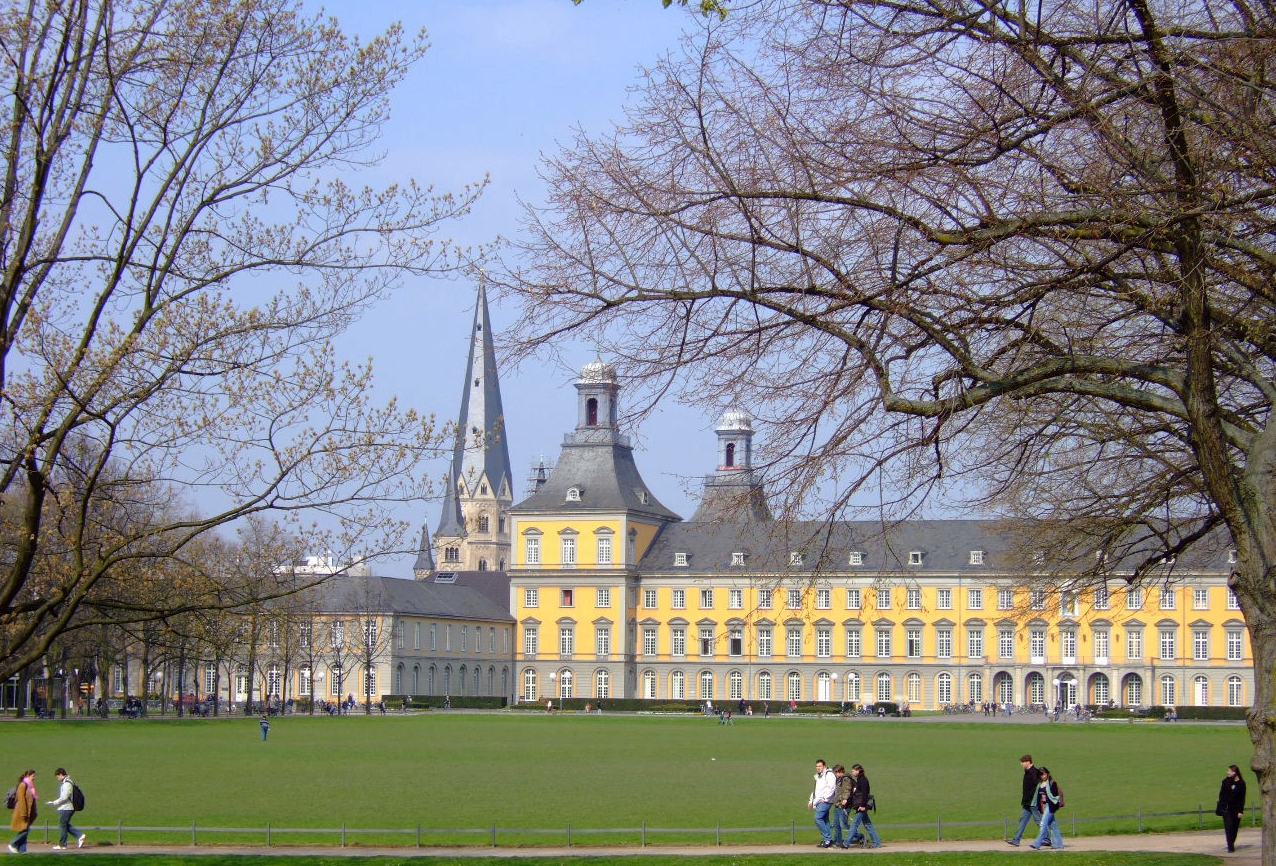
Palácio do Príncipe-eleitor (Kurfürstliches Schloss) e a Catedral de Bona ao fundo

Na praça da catedral (Münsterplatz), encontra-se a famosa estátua de Beethoven, ao lado da Catedral de Bona ou Catedral de São Martinho, uma das mais antigas da Alemanha.

### Igrejas
- Catedral de Bona (Münsterkirche). Sua construção começou no século XI e finalizou no século XIII.[4] A catedral testemunhou a coroação de importantes príncipes europeus. Ainda no século XI, deteve o nome de Igreja de São Cássio e de São Florêncio (Cassius et Florentius), dois soldados legionários romanos que foram mártires da Igreja no século III[5]. No século XIX, adotou o nome de Catedral de São Martinho e, depois, Basílica Menor. É a maior catedral católico-romana da cidade.
- Igreja dupla de Santa Maria e São Clemente (Doppelkirche Schwarzrheindorf): foi construída no século XII.Igreja católico-romana dedicada ao Papa Clemente I.
- Igreja da Cruz (Kreuzkirche). Trata-se da maior igreja evangélica da cidade de Bona. A construção da igreja iniciou-se em 1866[6], mas a comunidade paroquial evangélica existia desde 1817, logo após a ocupação prussiana da província renana em 1815.

### Castelos
- Castelo Godesburg. Localizado no bairro de Bad Godesberg em Bona e construído no século XIII.

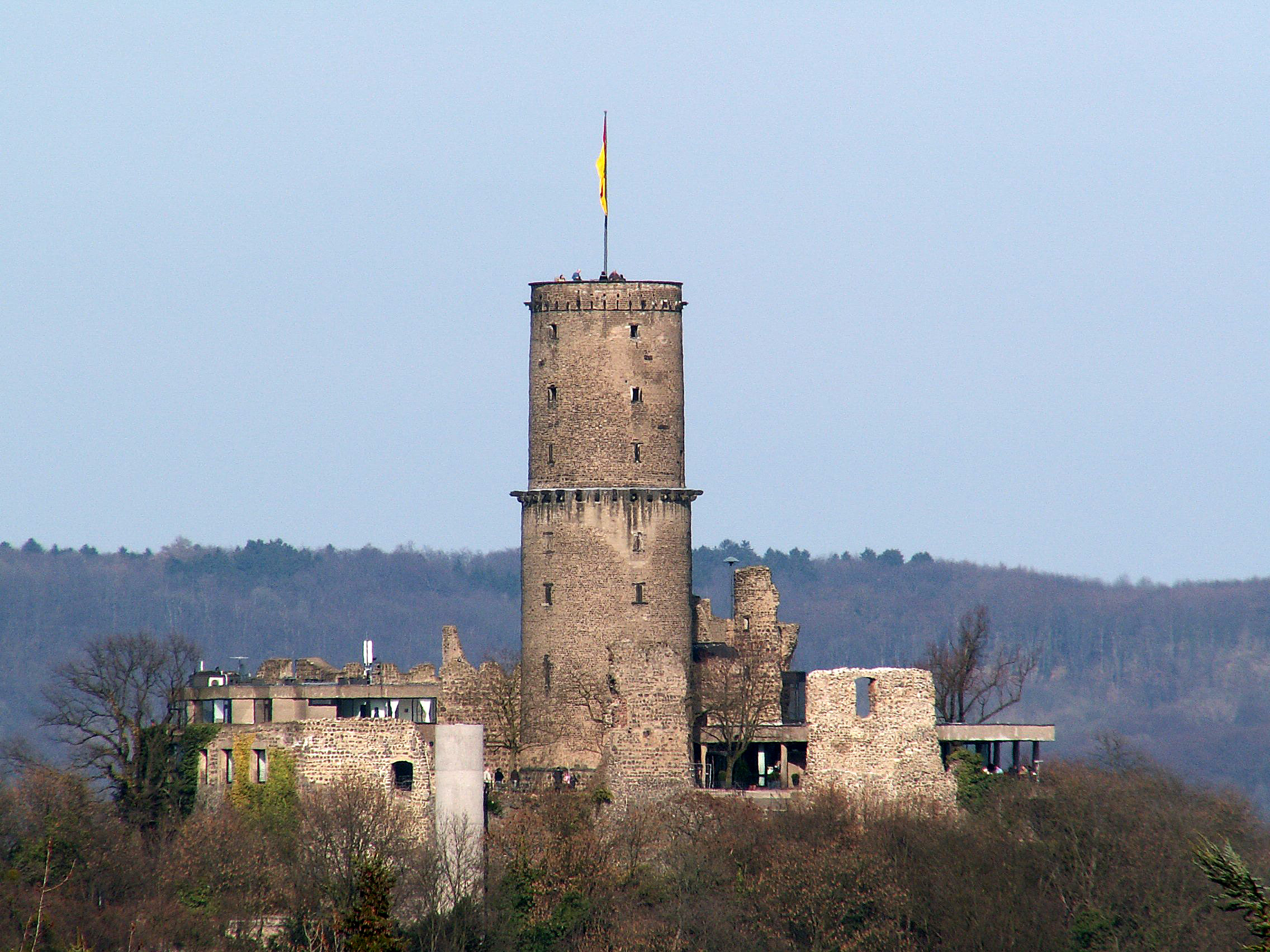
Visão do Castelo de Godesburg, em Bad Godesberg

### Edifícios modernos
- Torre dos Correos (Posturm). É o maior edifício da província da Renânia do Norte-Vestfália
- Sede da Deutsche Telekom
- Sede da T-Mobile
- Maritim Bonn. Hotel 5 estrelas mais famoso da cidade, sede de numerosos congressos e exposições
- Schürmannbau, sede central da companhia estatal Deutsche Welle
- Langer Eugen. Antiga sede do parlamento e hoje campus da Universidade das Nações Unidas (ONU)

### Museus

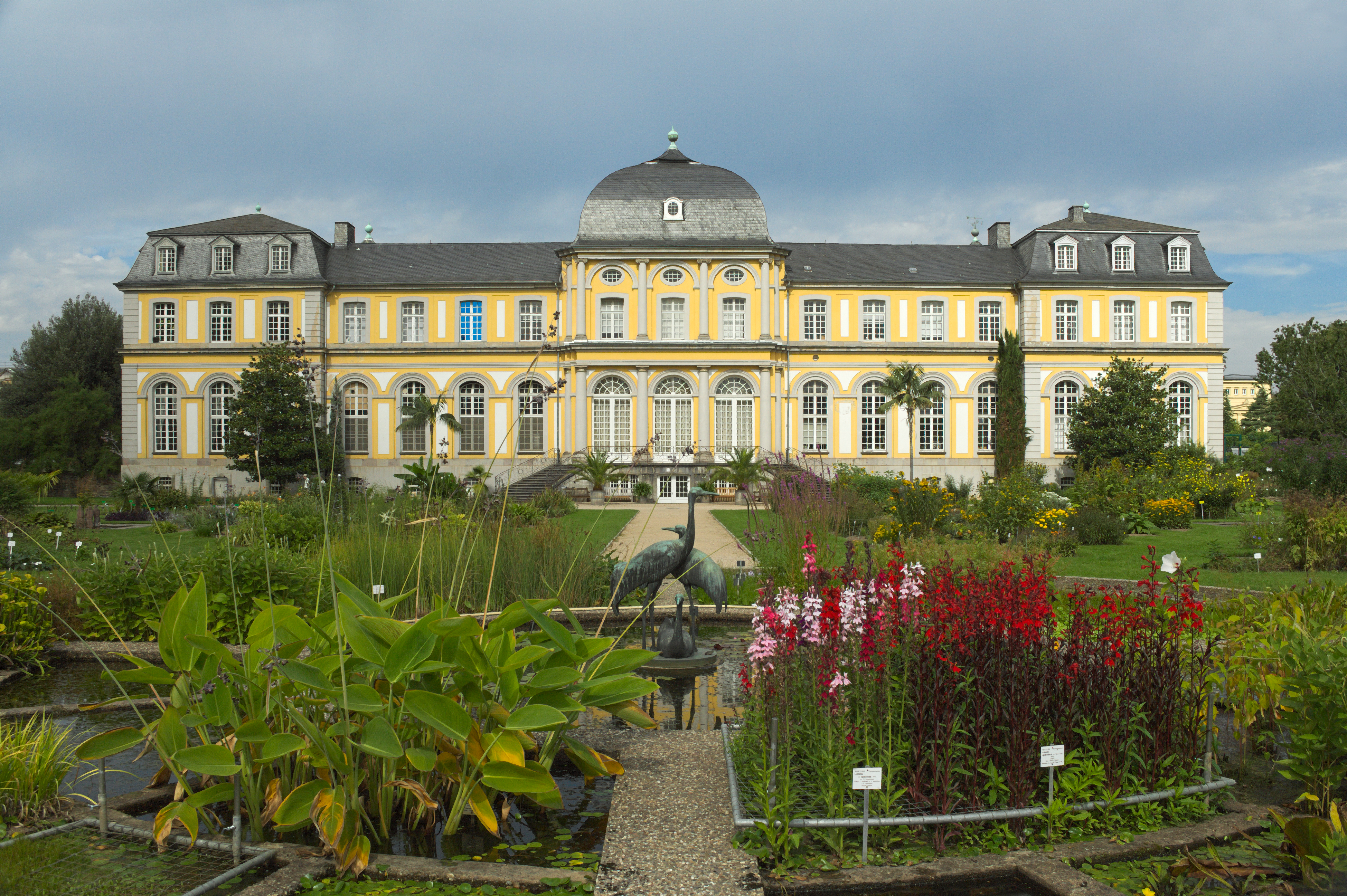
Palácio Poppelsdorf (Poppelsdorfer Schloss), visão a partir do Jardim Botânico de Bona

- Kunst- und Ausstellungshalle der Bundesrepublik Deutschland (Salão de arte e de exposições da República Federal da Alemanha)
- Kunstmuseum Bonn (Museu de arte moderna)
- Haus der Geschichte der Bundesrepublik Deutschland (Museu de história da República Federal de Alemanha)
- Museum Koenig (Museu de história natural e etnologia de Bona), após a Segunda Guerra Mundial nesse local se reuniu pela primeira vez o parlamento alemão.
- Beethoven-Haus (Cada de Beethoven), casa natal de Ludwig van Beethoven.
- Ägyptisches Museum (Museu egípcio da Universidade de Bona)
- Akademisches Kunstmuseum (Museu acadêmico de arte)
- Arithmeum, Museu de Matemática da Universidade de Bona.
- Rheinisches Landesmuseum Bonn, Museu Regional Renano de Bona

### Universidades e Instituições de Ensino Superior
- Universidade de Bona (Rheinische Friedrich Wilhems Universität Bonn)[7]
- Instituto Max Planck de Radioastronomia (Max-Planck-Institut für Radioastronomie)[8]
- Instituto Max Planck de Matemática (Max-Planck-Institut für Mathematik)[9]
- Instituto Max Planck para Pesquisa de Bens Coletivos (Max-Planck-Institut zur Erforschung von Gemeinschaftsgütern)[10]
- Centro Alemão para Doenças Degenerativas (Deutsches Zentrum für Neurodegenerative Erkrankungen, DZNE)[11]
- Universidade das Nações Unidas, Instituto da ONU para o Meio Ambiente e Segurança Humana (UNU-EHS)[12]
- Universidade de Ciências Aplicadas Bonn-Rhein-Sieg (Hochschule Bonn-Rhein-Sieg)[13]
- Instituto Alemão para Política de Desenvolvimento (Deutsche Institut für Entwicklungspolitik, DIE)[14]

### Parques e Jardins Botânicos
- Botanischer Garten (Jardín Botânico da Universidade de Bona)
- Rheinaue (parque localizado na margem esquerda do Reno)
- Rhein-Promenade e Alter Zoll (Esplanada ao lado do Reno e antiga aduana fluvial)
- Vulcão Rodderberg (vulcão extinto localizado ao sul da cidade)